# 1910
1910 (MCMX) a fost un an obișnuit al calendarului gregorian, care a început într-o zi de sâmbătă.

## Evenimente

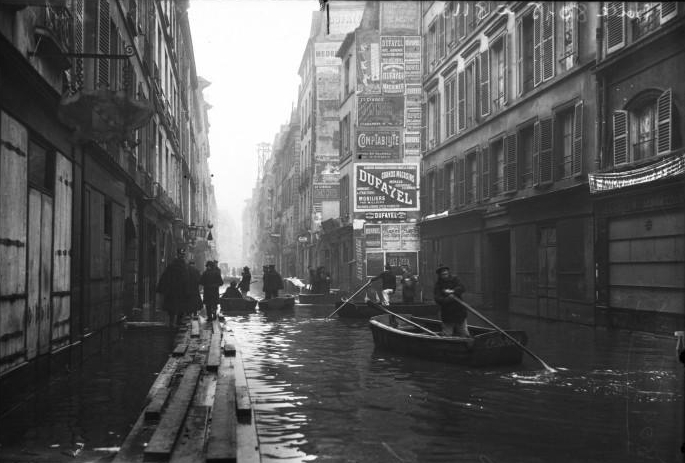
21 ianuarie: Râul Sena inundă orașul Paris.

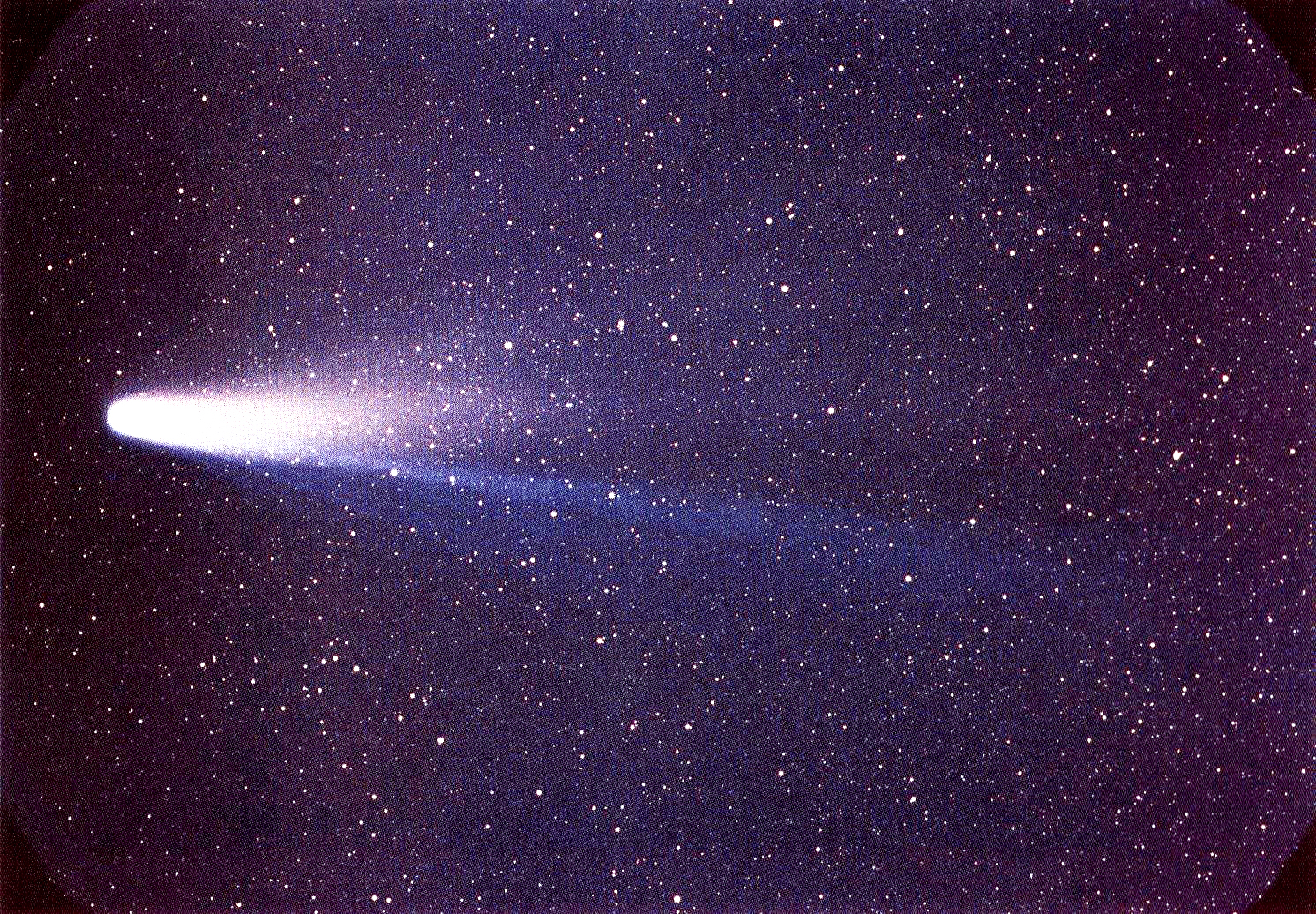
20 aprilie: Cometa Halley.

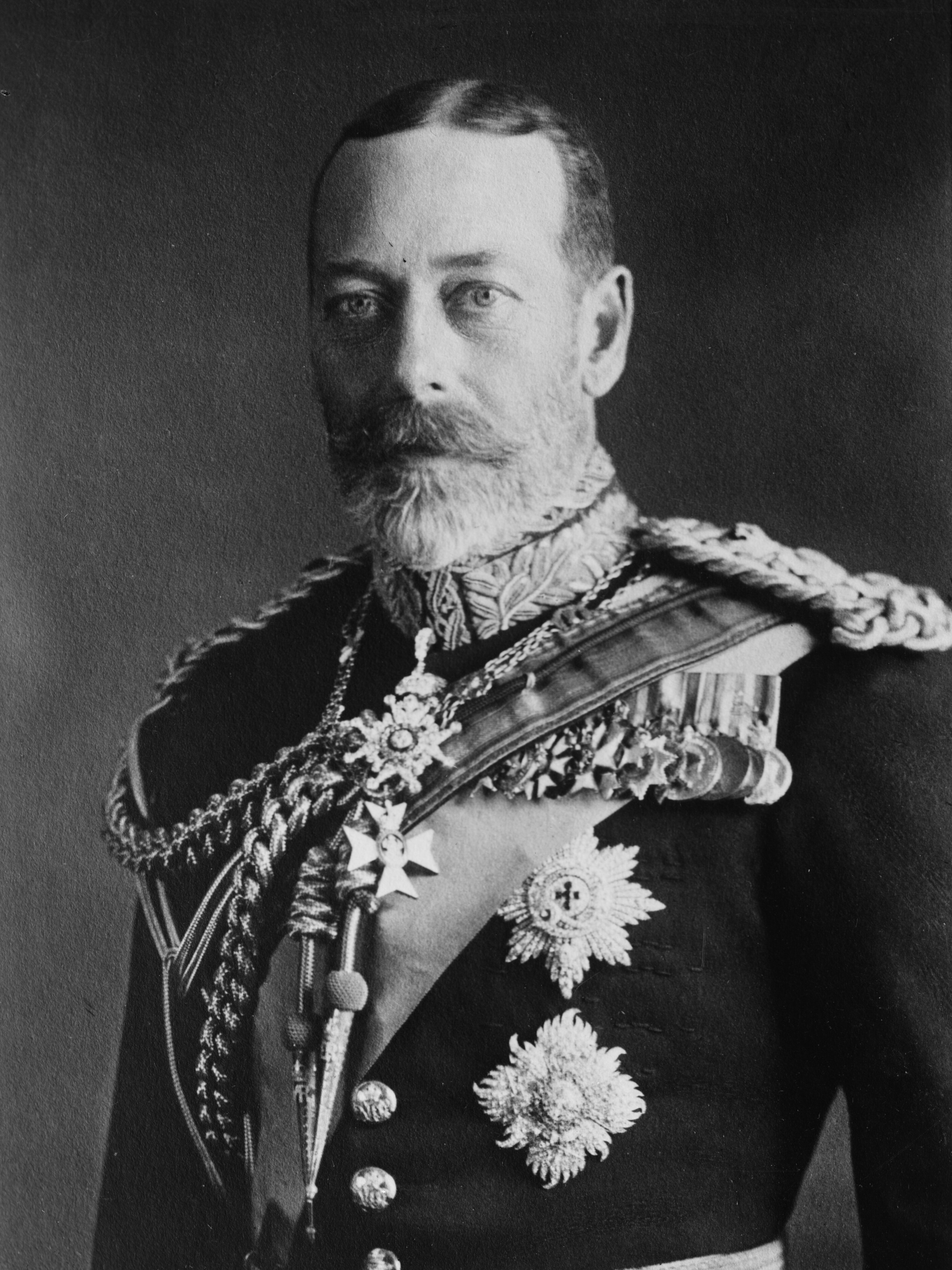
6 mai: George al V-lea devine rege al Regatului Unit. Fotografia îl reprezintă pe rege în 1923.

21 aprilie: Mark Twain moare la vârsta de 74 de ani.

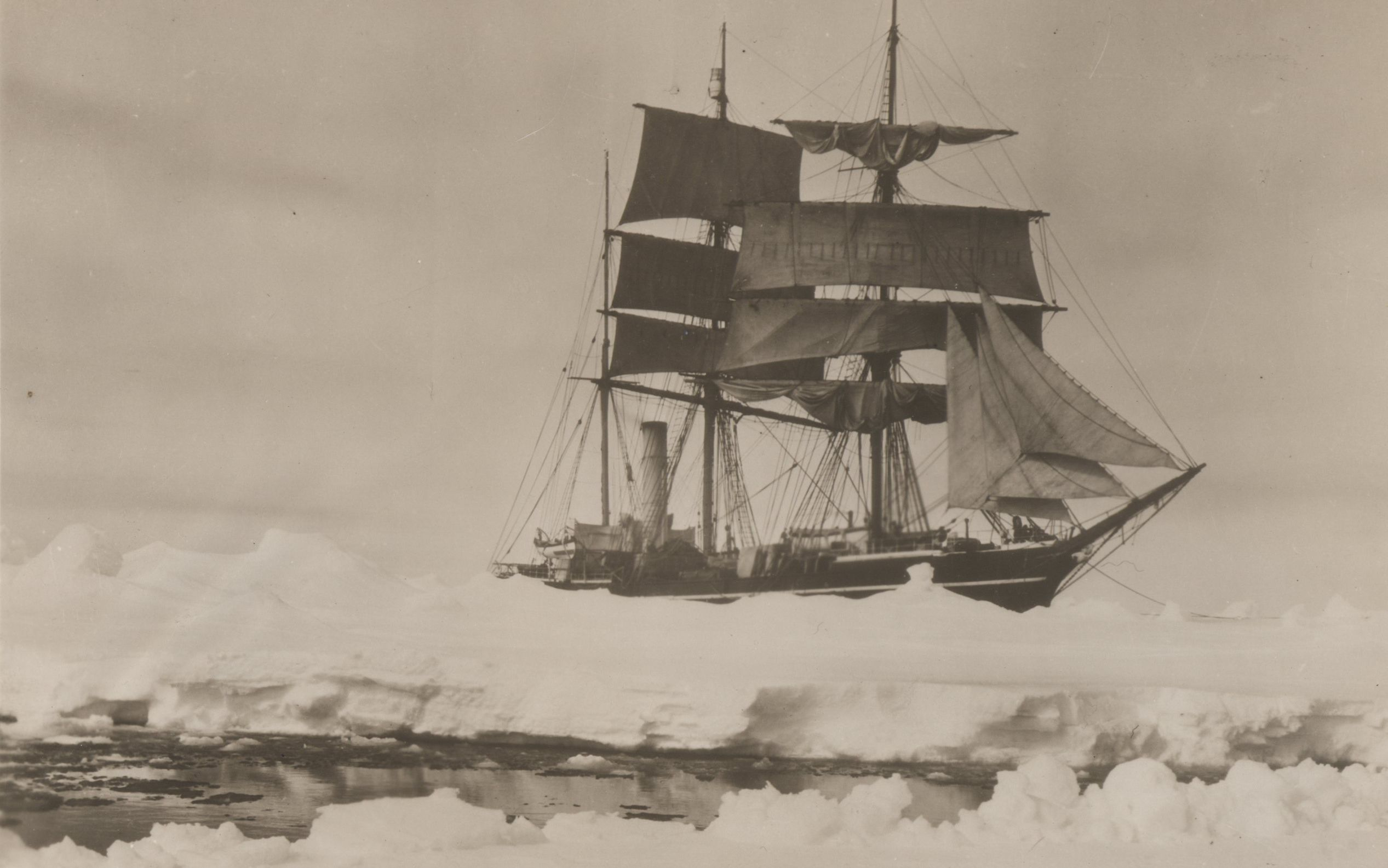
1 iunie: Expediția britanică în Antarctica, condusă de căpitanul Robert Falcon Scott, pe vaporul "Terra Nova", pleacă din Londra cu 55 de oameni la bord, având ca țintă atingerea Polului Sud în decembrie. În fotografie, Terra Nova în decembrie 1910.

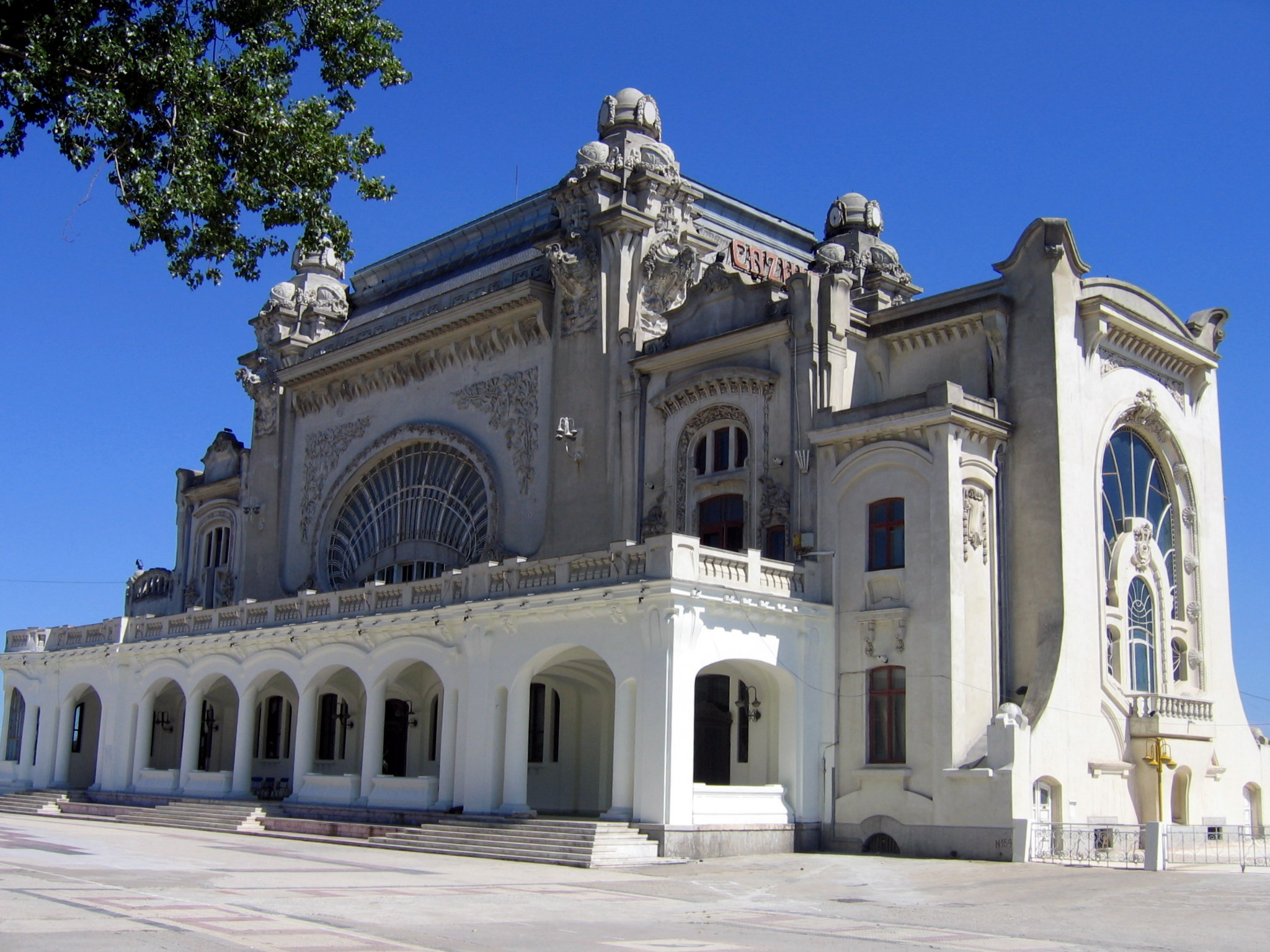
august: Are loc inaugurarea Cazinoului din Constanța.

### Ianuarie
- 7 ianuarie: Hubert Latham devine prima persoană care zboară cu un avion la o altitudine mai mare de un kilometru, depășindu-și propriul record mondial la Mourmelon-le-Grand, Franța.[1]
- 8 ianuarie: Bhutan devine protectorat al Regatului Unit prin semnarea Tratatului de la Punakha.
- 21 ianuarie: După două zile de ploi torențiale în Franța, râul Sena s-a revărsat la 10:50 dimineața.[2] Ploaia a continuat în zilele următoare și apele au crescut cu peste 7 metri, au șters orașe, au forțat mii de oameni să își părăsească locuințele și au contaminat alimentarea cu apă. Apele nu au început să se retragă până la 28 ianuarie și a dus la daune de 400 milioane de franci.
- 22 ianuarie: Se termină construcția Metropolitan Life Insurance Company Tower din New York, care are o înălțime de 213,36 metri și este cel mai înalt zgârie-nori din acel moment.[3]

### Februarie
- 20 februarie: Boutros Ghali, prim-ministrul nativ al Egiptului, este asasinat când părăsește clădirea Ministerului Afacerilor Externe.
- 26 februarie: Statele Unite garantează clauza națiunii celei mai favorizate Austro-Ungariei.[4][5]

### Martie
- 4 martie: O avalanșă blocheză o linie de cale ferată în trecătoarea Rogers din Columbia britanică. Canadian Pacific Railway trimite oameni pentru a curăța linia. O avalanșă și mai mare îngroapă grupul omorând 62 de oameni.[6]
- 5 martie: Dama de pică de Piotr Ilici Ceaikovski devine prima operă rusă care se cântă la Metropolitan Opera din New York. Dirijată de Gustav Mahler, opera a fost cântată în germană nu în rusă.[7]
- 8 martie: În Franța, Raymonde de Laroche obține licența de la Federația Aeronautică Internațională devenind prima femeie autorizată să piloteze un avion.[8]
- 13 martie: A apărut, la București, săptămânalul social-politic și literar Facla (până în 1940, cu întreruperi), sub conducerea lui N.D. Cocea și apoi a lui Ion Vinea.

### Aprilie
- 1 aprilie: Se constituie, la București, Comisia istorică a României, menită să asigure publicarea, în ediții critice, a cronicilor românești și a altor izvoare, inclusiv străine, referitoare la români.
- 14 aprilie: România: Prin legea asupra repausului duminical se abrogă legea din 1897 și se prevede repausul duminical și în sărbătorile legale în unitățile comerciale și industriale cu excepția instituțiilor statului și a administrațiiei publice.
- 20 aprilie: Cometa Halley a ajuns la periheliu fiind cel mai aproape de Soare din 1835 și este vizibilă cu ochiul liber pentru prima dată de la întoarcerea sa în sistemul solar. Cometa a rămas vizibilă până în mai pentru a nu se întoarce decât în anul 1986.[9] Nu se înregistrează decese de gazul cianogenic.[10]

### Mai
- 6 mai: George al V-lea devine la 45 de ani rege al Regatului Unit după moartea tatălui său, Eduard al VII-lea, care moare la 69 de ani de pneumonie.
- 20 mai: Au loc funerariile Regelui Eduard al VII-lea al Regatului Unit la Londra. Noul rege George al V-lea este urmat la procesiune de Wilhelm al II-lea al Germaniei, Haakon al VII-lea al Norvegiei, George I al Greciei, Alfonso al XIII-lea al Spaniei, Ferdinand I al Bulgariei, Frederic al VIII-lea al Danemarcei, Manuel al II-lea al Portugaliei și Albert I al Belgiei. Au fost prezenți și moștenitori ai tronurilor din Turcia, Austro-Ungaria, Grecia, România, Muntenegru, Serbia și Regatul Unit.
- 20 mai: Chile acceptă un împrumut de 13 milioane de dolari de la familia Rothschild din Londra.[11]
- 28 mai: Nicolai A. Vasiliev prezintă la Universitatea de stat din Kazan, prelegerea "On Partial Judgments, the Triangle of Oppostiion, the Law of Excluded Fourth", unde se naște logica non-aristotelică.[12]

### Iunie
- 1 iunie: Expediția britanică în Antarctica, condusă de căpitanul Robert Falcon Scott, pe vaporul "Terra Nova", pleacă din Londra cu 55 de oameni la bord, având ca țintă atingerea Polului Sud în decembrie.[13]
- 13 iunie: Are loc primul accident aviatic din România. Inginerul francez, Guillemain, care pilota un avion Farman, a căzut pe aerodromul Chitila de la înălțimea de 35 metri și și-a fracturat piciorul.[14]
- 17 iunie: La Cotroceni, în apropiere de București, Aurel Vlaicu zboară cu avionul construit de el, Vlaicu I, devenind erou național și pionier al aviației militare în România.[15]
- 18 iunie-7 iulie: A avut loc primul concurs european de aviație. Traseul a cuprins 19 orașe din Franța, Olanda, Belgia, Regatul Unit.
- 24 iunie: Japonia invadează Coreea.

### Iulie
- 15 iulie: Boala Alzheimer apare ca denumire pentru prima dată într-o publicație din Leipzig, în tratatul Einführung in die psychiatrische Klinik de Dr. Emil Kraepelin.[16]

### August
- 15 august: Are loc inaugurarea Cazinoului din Constanța, în prezența Principelui Ferdinand I. Construcția a început în 1905 și a fost proiectat de arhitectul Daniel Renard, în stil Art Nouveau.
- 28 august: Regatul Muntenegru a fost creat când Prințul Nikola Petrović-Njegoš a fost proclamat de către Parlament (Skupština) Regele Nikola I. Muntenegru a devenit parte a Regatului Iugoslaviei din 1918 până în 1992.
- 29 august: Împăratul Sunjong al imperiului coreean abdică și monarhia este abolită.

### Septembrie
- 7 septembrie: Marie Curie a izolat prima mostră pură de radiu.
- 23 septembrie: Jorge Chavez din Peru devine prima persoană care zboară deasupra Alpilor, suferind răni fatale la aterizare.

### Octombrie
- 4 octombrie: O revoluție tiumfă la Lisabona asupra ultimilor apărători ai monarhiei. A doua zi se proclamă Republică. Regele Manuel al II-lea în vârstă de 20 de ani pleacă în exil pentru totdeauna.
- 12 octombrie: A fost descoperit, în Catedrala din Aachen, sarcofagul cu rămășițele împăratului Otto al III-lea al Sfântului Imperiu Roman (980-1002).

### Decembrie
- 16 decembrie: Are loc, la Ussy-les-Moulineaux, lângă Paris, primul zbor experimental din lume al unui avion cu reacție, inventat și pilotat de Henri Coandă.
- 29 decembrie: România: Se formează un guvern conservator condus de P.P. Carp după demisia guvernului liberal prezidat de I.I.C. Brătianu.

### Nedatate
- 1910-1920: Revoluția Mexicană. Mișcare de durată ce a început cu răsturnarea lui Porfirio Diaz. În 1911, Francisco Madero a fost proclamat președinte. A fost înlăturat de Victoriano Huerta. În 1914, Venustiano Carranza s-a autoproclamat președinte, iar în 1920 a fost ales președinte reformist Alvaro Obregon.
- ianuarie: Deasupra orașului Milano are loc, pentru prima dată în istorie, coliziunea dintre două aparate de zbor. Un "Antoinette" pilotat de Réne Thomas se lovește de un biplan "Farman" pilotat de căpitanul englez Bertran Dickson. Ambii aviatori supraviețuiesc și numai unul este rănit.
- Dalai Lama este forțat să părăsească Tibetul când chinezii invadează Lhasa.
- Nicolae Iorga, este ales membru al Academiei Române (cu 15 voturi pentru și 11 împotrivă, în locul lui Grigore Tocilescu) după două tururi de scrutin, se angajează să fie "printre primii la muncă, printre ultimii la pretenții".
- P.P. Negulescu publică primul volum din Filosofia Renașterii.
- Se constituie Partidul Național Democrat sub conducerea lui Nicolae Iorga și Alexandru C. Cuza, care din 1932 se va numi Partidul Naționalist Democrat.

## Arte, științe, literatură și filozofie
- 19 februarie: Opera "Don Quichotte" de Jules Massenet, bazată pe romanul Don Quijote de Miguel de Cervantes, a fost prezentată pentru prima oară.
- 25 iunie: A avut loc, la Paris, premiera baletului rus, Pasărea de foc, a compozitorului Igor Stravinski.

## Nașteri

### Ianuarie
- 1 ianuarie: Rudolf Woinaroski, matematician român (d. 1973)
- 8 ianuarie: Galina Ulanova, balerină rusă (d. 1998)

### Februarie
- 13 februarie: William Bradford Shockley, fizician american de etnie britanică, laureat al Premiului Nobel (d. 1989)
- 27 februarie: Robert Buron, politician francez (d. 1973)

### Martie

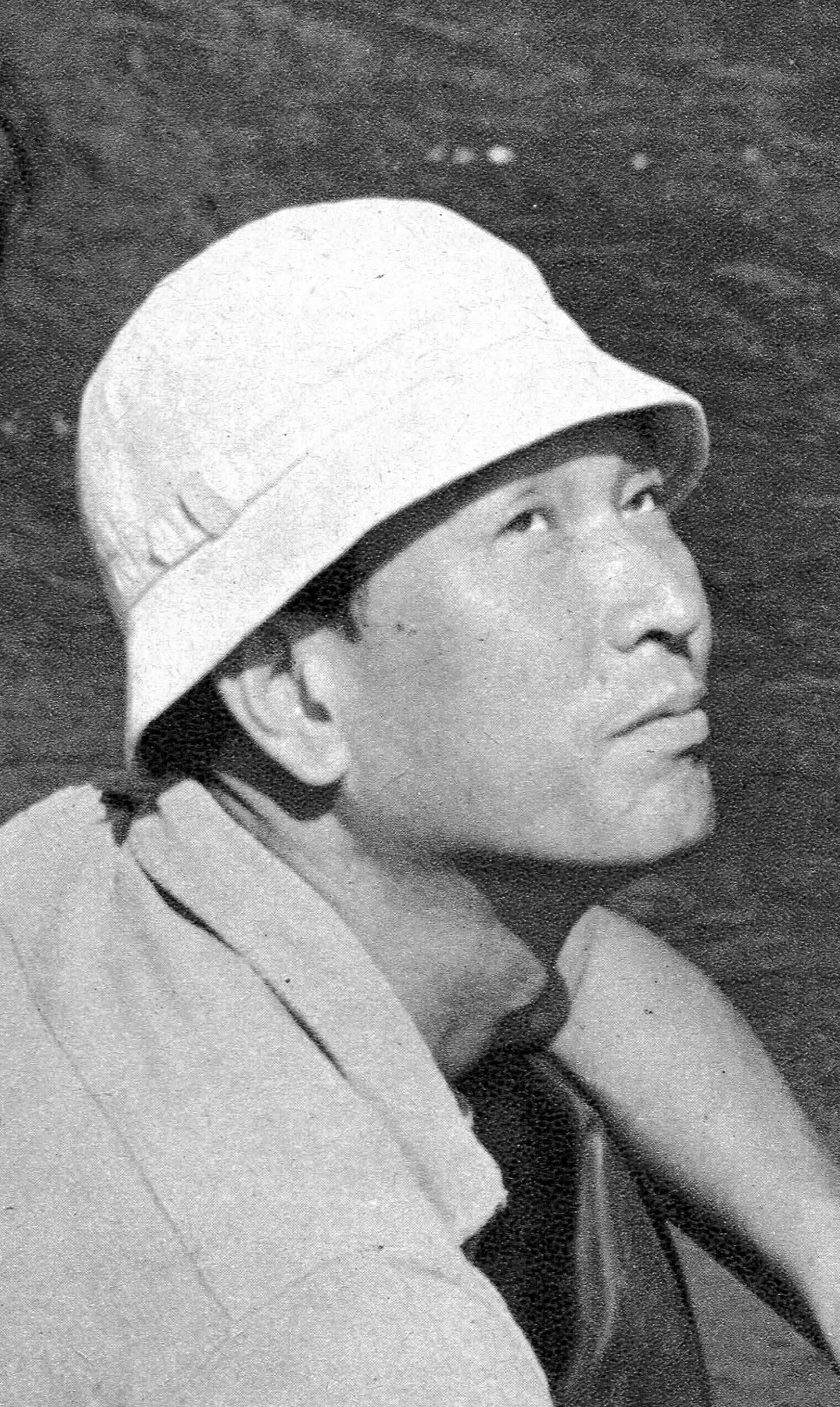
Akira Kurosawa, regizor japonez
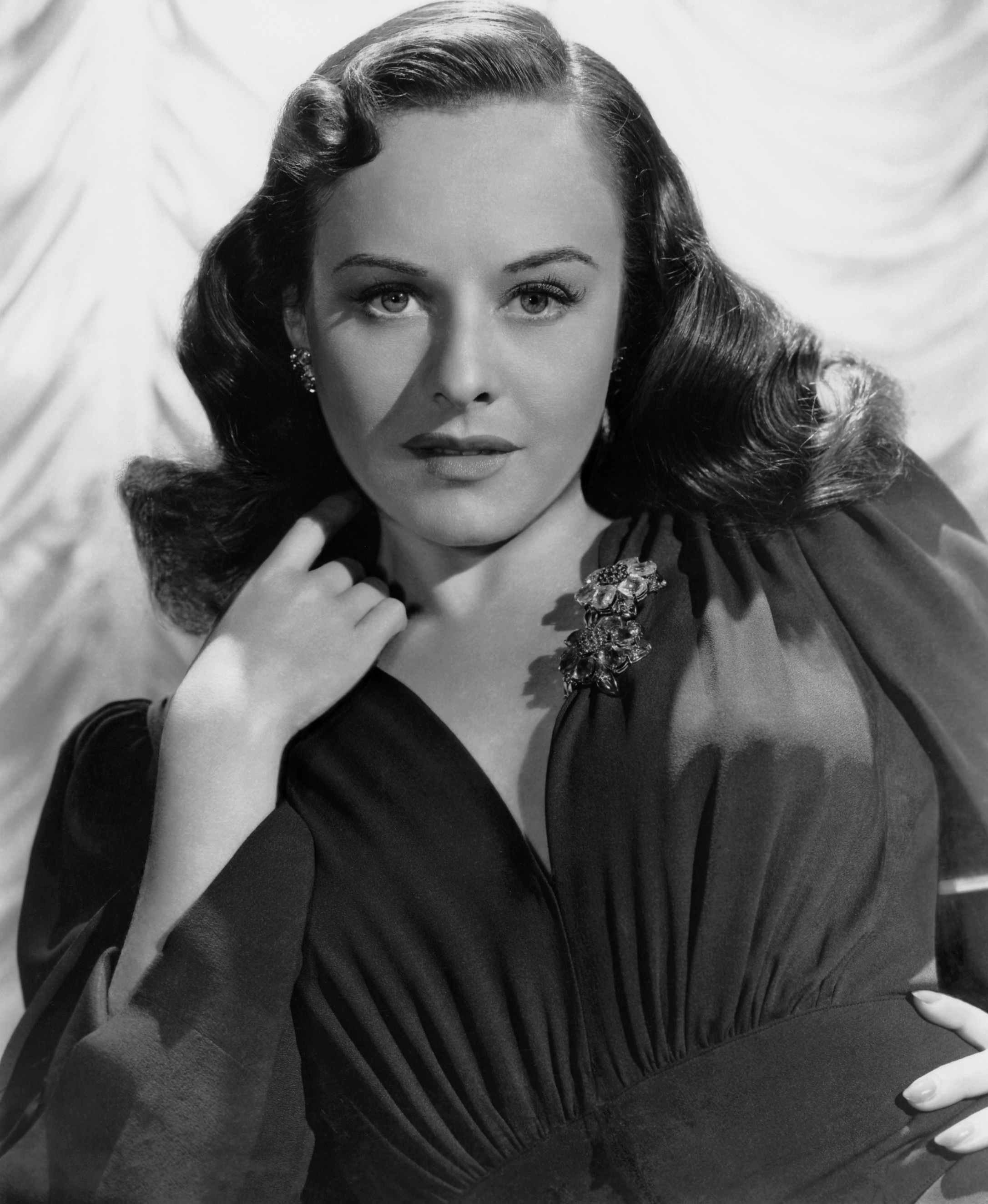
Paulette Goddard, actriță americană
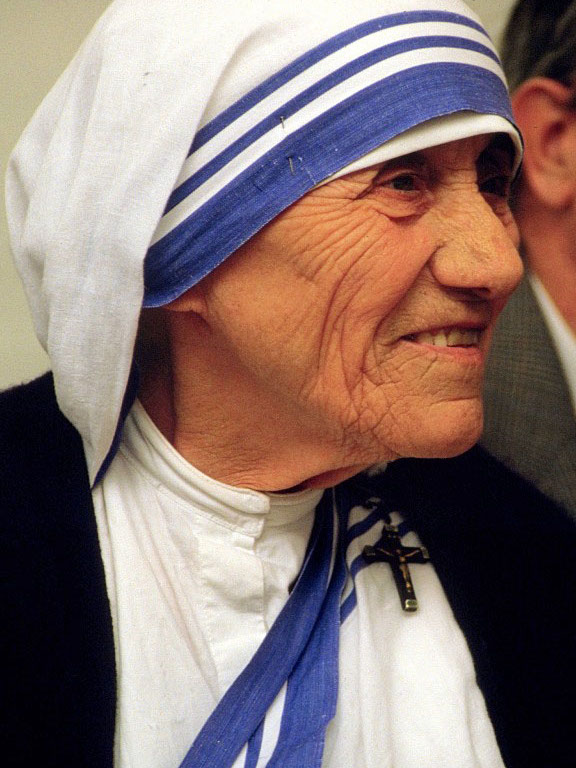
Maica Tereza, călugăriță catolică de origine albaneză, laureată Nobel
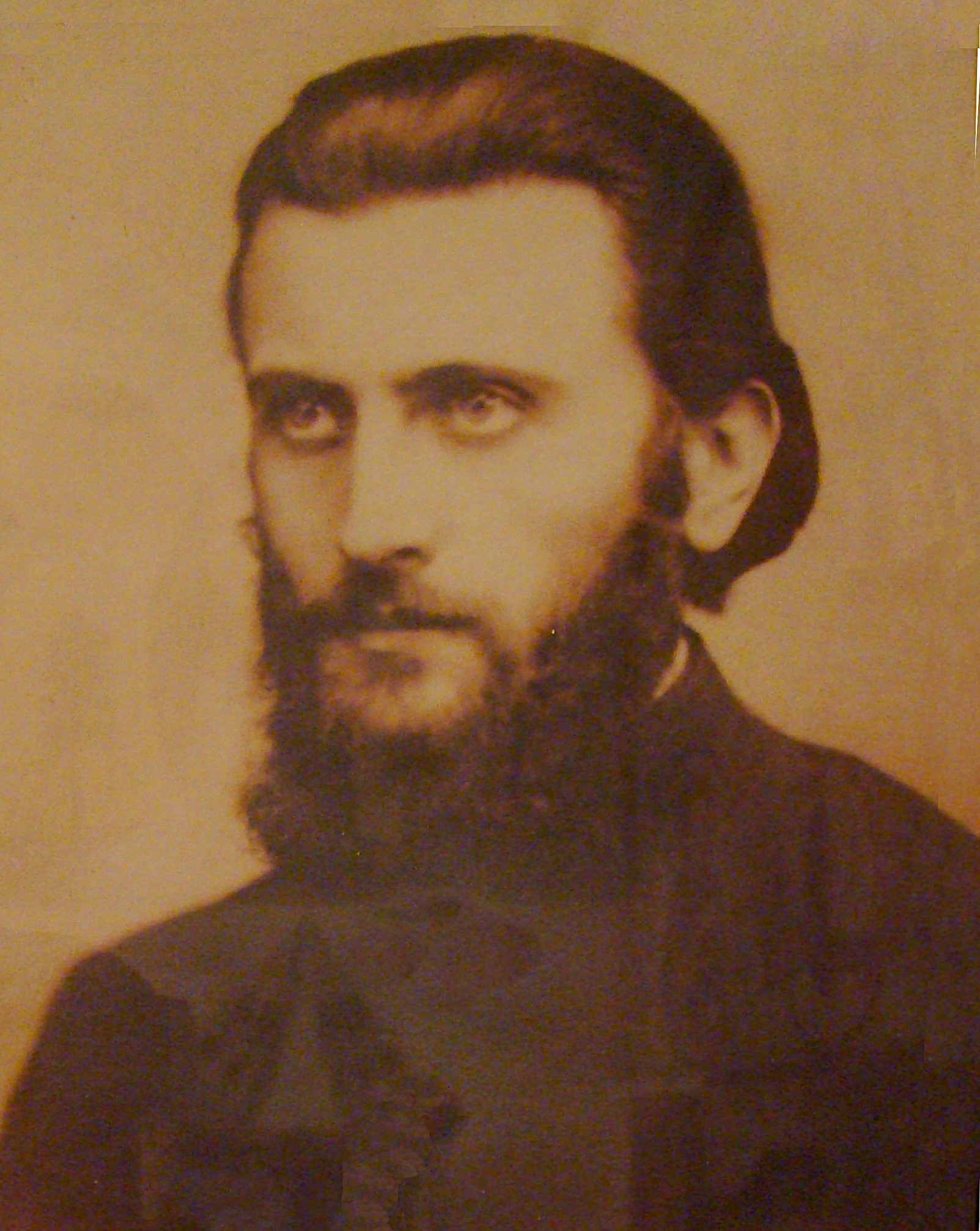
Arsenie Boca, ieromonah, teolog și artist român
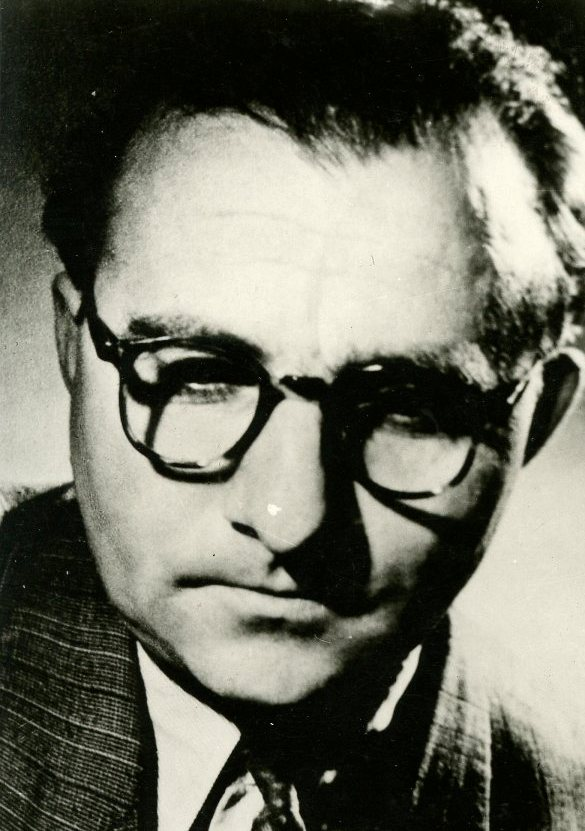
Eusebiu Camilar, scriitor român

- 5 martie: Iustin Moisescu, patriarh al Bisericii Ortodoxe Române (d. 1986)
- 8 martie: Radu Tudoran, prozator român (d. 1992)
- 23 martie: Akira Kurosawa, regizor de film, producător și scenarist japonez (d. 1998)
- 28 martie: Ingrid a Suediei, soția regelui Frederick al IX-lea al Danemarcei (d. 2000)
- 30 martie: Józef Marcinkiewicz, matematician polonez (d. 1940)

### Aprilie
- 15 aprilie: Miguel Najdorf, șahist argentinian de etnie poloneză (d. 1997)
- 22 aprilie: Friedrich Franz, Mare Duce Ereditar de Mecklenburg-Schwerin (d. 2001)

### Mai
- 14 mai: Iuliu Baratky (Gyula), fotbalist român (atacant), (d. 1962)
- 19 mai: Ion Țuculescu, pictor, naturalist și medic român (d. 1962)
- 29 mai: Ioan Zugrăvescu, chimist român (d. 1989)

### Iunie
- 3 iunie: Paulette Goddard (n. Pauline Marion Goddard Levy), actriță americană de film (d. 1990)
- 3 iunie: Wilfred Thesiger, explorator englez (d. 2003)
- 11 iunie: Jacques-Yves Cousteau, oceanolog francez (d. 1997)
- 14 iunie: Rudolf Kempe, dirijor german (d. 1976)
- 23 iunie: Jean Marie Lucien Pierre Anouilh, dramaturg francez (d. 1987)

### Iulie
- 8 iulie: Achim Stoia, compozitor, dirijor și folclorist român (d. 1973)

### August
- 26 august: Maica Tereza (n. Anjezë Gonxhe Bojaxhiu), călugăriță catolică de etnie albaneză, laureată al Premiului Nobel (d. 1997)

### Septembrie
- 12 septembrie: Alexandre Safran, rabin de România, Mare Rabin de Ginebra (d. 2006)
- 29 septembrie: Arsenie Boca, ieromonah, teolog și artist român (d. 1989)

### Octombrie
- 7 octombrie: Eusebiu Camilar, scriitor și traducător român (d. 1965)
- 22 octombrie: Jimmy Murphy (James Patrick Murphy), fotbalist galez (d. 1989)
- 29 octombrie: Alfred Ayer, filosof britanic (d. 1989)

### Decembrie
- 23 decembrie: Maria Mercedes de Bourbon, mama regelui Juan Carlos al Spaniei (d. 2000)

## Decese
- 27 ianuarie: Thomas Crapper, 73 ani, inventator britanic (n. 1836)
- 16 februarie: Hermine de Waldeck și Pyrmont, 82 ani (n. 1827)
- 20 februarie: Boutros Boutros-Ghali, 93 ani, egiptean, Secretar General al ONU (n. 1846)
- 21 aprilie: Mark Twain (n. Samuel Langhorne Clemens), 74 ani, scriitor american (n. 1835)
- 26 aprilie: Bjørnstjerne Bjørnson, 77 ani, poet, prozator, dramaturg, ziarist și om politic norvegian (n. 1832)
- 6 mai: Eduard al VII-lea al Regatului Unit (n. Albert Edward), 68 ani, rege (n. 1841)

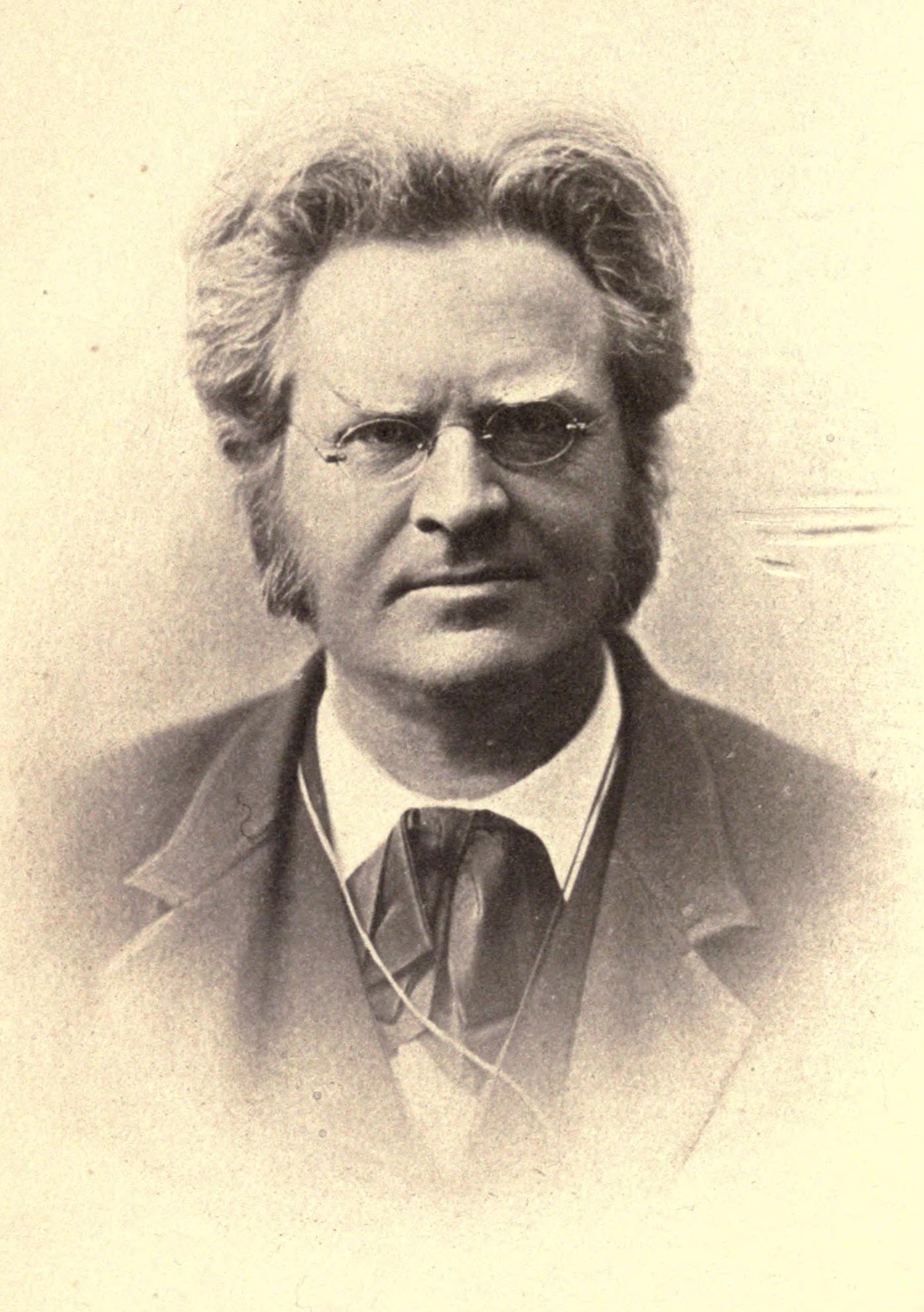
Bjørnstjerne Bjørnson, scriitor norvegian, laureat Nobel
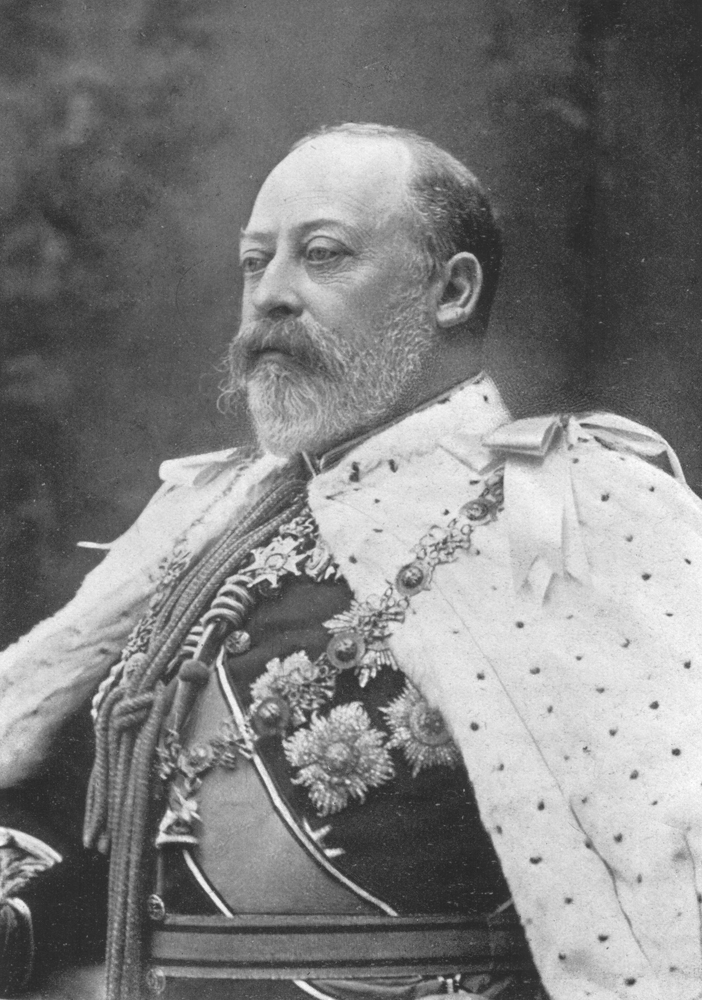
Eduard al VII-lea al Regatului Unit
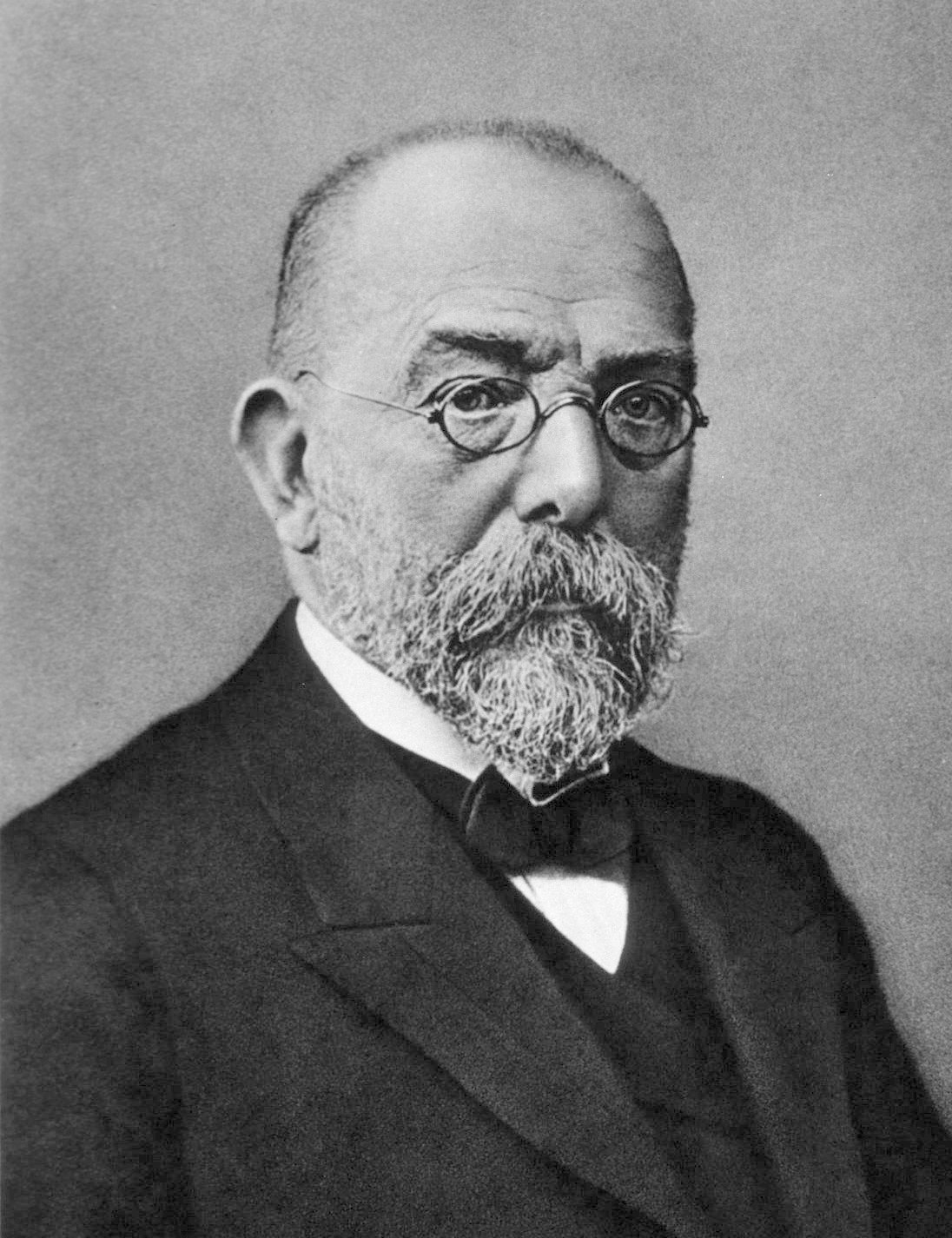
Robert Koch, bacteriolog german
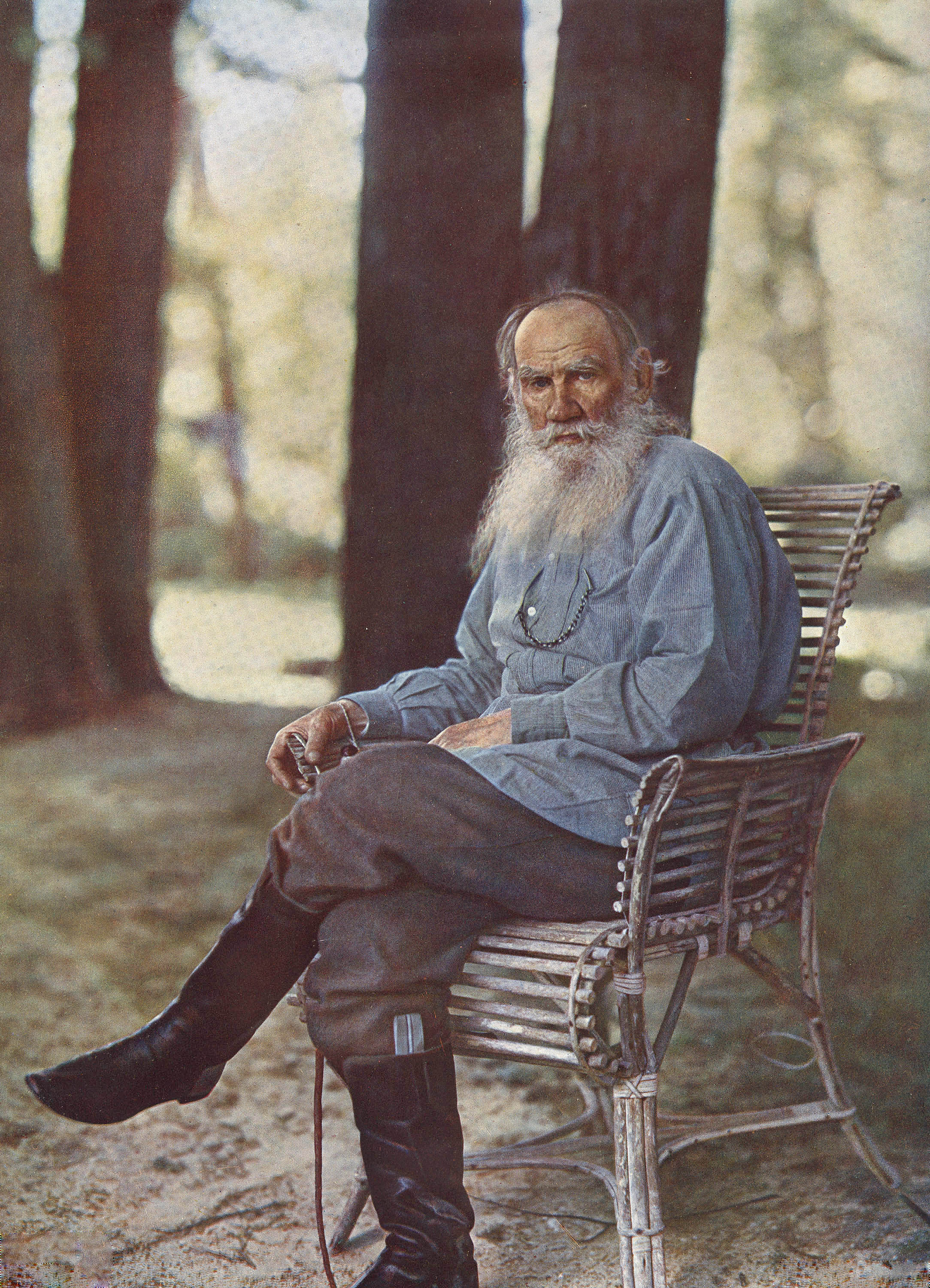
Lev Tolstoi, scriitor rus

- 18 mai: Pauline Garcia-Viardot, 88 ani, cântăreață și compozitoare franceză (n. 1821)
- 22 mai: Jules Renard (Pierre-Jules Renard), 46 ani, scriitor francez (n. 1864)
- 27 mai: Robert Koch (Robert Heinrich Hermann Koch), 66 ani, bacteriolog german (n. 1843)
- 29 mai: Mili Balakirev, 73 ani, compozitor rus (n. 1837)
- 31 mai: Elizabeth Blackwell, 89 ani, prima fiziciană americană (n. 1821)
- 29 iunie: Prințul Ferdinand, Duce de Alençon (n. Ferdinand Philippe Marie), 65 ani (n. 1844)
- 4 iulie: Giovanni Virginio Schiaparelli, 75 ani, astronom german (n. 1835)
- 19 iulie: Johann Gottfried Galle, 98 ani, astronom german (n. 1812)
- 13 august: Florence Nightingale, 90 ani, infirmieră engleză (n. 1820)
- 20 noiembrie: Lev Tolstoi, 82 ani, scriitor rus (n. 1828)
- 5 decembrie: Prințul Robert, Duce de Chartres (n. Robert Philippe Louis Eugène Ferdinand de Orléans), 70 ani (n. 1840)

## Premii Nobel
- Fizică: Johannes Diderik van der Waals (Țările de Jos)
- Chimie: Otto Wallach (Germania)
- Medicină: Albrecht Kossel (Germania)
- Literatură: Paul Johann Ludwig Heyse (Germania)
- Pace: Biroul Internațional pentru Pace Permanentă (Permanent International Peace Bureau)